# 林成之
林 成之（はやし なりゆき、1939年3月8日 - ）は、日本の脳神経外科医。日本大学名誉教授。

## 人物
1939年、富山県に生まれる。1965年、日本大学医学部医学科卒業。1970年、日本大学大学院医学研究科博士課程修了。マイアミ大学脳神経外科に留学する。1991年秋、日本大学医学部附属板橋病院にて、危篤患者に対する救命療法である脳低温療法を開発する。1993年、日本大学医学部附属板橋病院救命救急センター部長に就任。1996年、日本大学医学部およびマイアミ大学脳神経外科生涯臨床教授に就任。2005年、日本大学大学院総合科学研究科教授となる。2014年、日本大学を退官、名誉教授。
脳低温療法の開発者という肩書きばかりでなく、脳についての啓発本をいくつか発刊している。

## 業績
脳低温療法の開発
脳低温療法とは、脳血流の血液の温度を一旦34℃に下げ、そこから徐々に32℃まで下げ、脳組織多数の死滅を避けることを目的とした療法である。この脳低温療法が開発されるまでは脳死に至っていたであろう患者を少なからず救ったということで、評価されている。その一方で、身体への影響を憂慮し、徹底した管理が求められる高度な医療技術である。

## 著作
- 『脳低温療法』(総合医学社、1995年5月)ISBN 9784915764707
- 『<勝負脳>の鍛え方』(講談社、2006年10月21日)ISBN 9784061498617
- 『ビジネス<勝負脳>』(ベストセラーズ、2009年1月31日)ISBN 9784584122068
- 『脳に悪い7つの習慣』(幻冬舎、2009年9月30日)ISBN 9784344981447
- 『脳力開発マップのススメ』(日本放送出版協会)
- 『困難に打ち克つ「脳とこころ」の法則』(祥伝社、2011年6月15日)ISBN 978-4396613778
- 『勝負に強くなる「脳」のバイブル』(創英社/三省堂書店、2013年9月)ISBN 4881425684
- 『解決する脳の力　無理難題の解決原理と８０の方法』(角川書店、2014年)